# Viceministerio de Hacienda del Perú
El Viceministerio de Hacienda del Perú es el Despacho Viceministerial dependiente del Ministerio de Economía y Finanzas, en el cual se encarga del presupuesto público, tesorería, endeudamiento público, contabilidad, abastecimiento, y gestión fiscal de los recursos humanos. Es el que articula la Administración Financiera del Estado.

## Funciones
- Formular, coordinar, ejecutar y supervisar las materias de presupuesto público, tesorería y endeudamiento, contabilidad, abastecimiento, gestión de riesgos fiscales del Sector Público y gestión fiscal de los recursos humanos bajo su competencia
- Coordinar, orientar y supervisar las actividades que cumplen los órganos de línea a su cargo, conforme a la normatividad vigente
- Emitir las resoluciones viceministeriales en el ámbito de su competencia
- Proponer al/a la Ministro/a la política correspondiente en el ámbito de su competencia
- Presidir el Comité de Coordinación de la Administración Financiera del Sector Público y el Comité de Caja, e integrar el Comité de Asuntos Fiscales; así como presidir e integrar otros colegiados por disposición del/de la Ministro/a o mandato de norma expresa
- Representar al Ministerio por delegación del/de la Ministro/a o por mandato legal expreso
- Mantener informado al/a la Ministro/a de la ejecución de la política de hacienda
- Asesorar y colaborar con el/la Ministro/a en las materias de presupuesto público, tesorería, endeudamiento, contabilidad, abastecimiento, gestión de riesgos fiscales del Sector Público y gestión fiscal de los recursos humanos
- Participar en las reuniones de la Comisión de Coordinación Viceministerial (CCV)
- Ejercer el cargo de Gobernador Alterno o Director Suplente, según corresponda, ante el Banco Interamericano de Desarrollo, Banco Internacional de Reconstrucción y Fomento y de las Acciones de la Serie "A" en el Banco de Desarrollo de América Latina (CAF); salvo delegación expresa en caso extraordinario.
- Designar el/la Secretario(a) Técnico del Comité de Coordinación de la Administración Financiera del Sector Público
- Las demás funciones que le delegue el/la Ministro/a o aquellas que le asigne la ley.[1]

## Estructura
- Dirección General de Presupuesto Público: rector del Sistema Administrativo Nacional de Presupuesto Público, con autoridad técnico normativa a nivel Nacional, encargado de programar, dirigir, coordinar, controlar y evaluar la gestión del proceso presupuestario del Sector Público. Depende directamente del Viceministro de Hacienda.[2]
- Dirección General de Contabilidad Pública: rector del Sistema Administrativo Nacional de Contabilidad, con autoridad técnico normativa a nivel nacional, encargado de dictar las normas y establecer los procedimientos relacionados con su ámbito y velar por su correcta aplicación, así como de elaborar la Cuenta General de la República y las estadísticas fiscales. Depende directamente del Viceministro de Hacienda.[3]
- Dirección General de Endeudamiento y Tesoro Público: rector del Sistema Administrativa Nacional de Endeudamiento Público y del Sistema Administrativo Nacional de Tesorería, con autoridad técnico-normativa a nivel nacional; encargado de proponer las políticas y diseñar las normas y procedimientos para la administración integrada de los activos y pasivos financieros, incluyendo la regulación del manejo de los fondos públicos y de la deuda pública.[4]
- Dirección General de Gestión de Recursos Públicos: encargado de realizar el análisis fiscal y financiero de las medidas que se propongan en materia de remuneraciones y previsional del sector público, y de formular y proponer políticas públicas sobre abastecimiento, gestión de planillas, y de gestión de activos no financieros con el objeto de promover la mejora de la gestión pública, en coordinación con las entidades públicas pertinentes y de manera consistente con la normatividad vigente.[5]

## Viceministros
- Rodolfo Abraham Cavallerino
- Benedicto Cigüeñas Guevara (1979-1981)
- Ismael Benavides Ferreyros (1982-1984)
- Luis Montero Aramburú (1984)
- Guillermo Garrido-Lecca Álvarez-Calderón (1984)
- Leonel Figueroa Ramírez (1985-1986)
- Jorge Ordóñez Ortiz (1986-1987)
- Walter Reynafarje Bazán (1987-1988)
- Luis Alberto Arias Minaya (1988)
- Arturo Alba Bravo (1989-1990)
- Alfredo Jalilie Awapara (28 de julio de 1990 - 9 de mayo de 2001)
- Kurt Burneo Farfán (16 de agosto de 2001 - 22 de agosto de 2004)
- Luis Carranza Ugarte (agosto de 2004 - agosto de 2005)
- Waldo Mendoza Bellido (1 de agosto de 2005 - 26 de julio de 2006)
- José Berley Arista Arbildo (1 de agosto de 2006 - 27 de enero de 2010)
- Luis Miguel Castilla Rubio (27 de enero de 2010 - 16 de julio de 2011)
- Carlos Augusto Oliva Neyra (1 de agosto de 2011 - 14 de mayo de 2015)
- Rossana Carla Polastri Clark (15 de mayo de 2015 - 5 de abril de 2018)
- Betty Armida Sotelo Bazán (5 de abril de 2018 - 9 de octubre de 2019)
- José Carlos Chávez Cuentas (9 de octubre de 2019 - 2 de diciembre de 2020)
- Betty Armida Sotelo Bazán (2 de diciembre de 2020-)[6]